# Ионно-трековая технология
Ионно-трековая технология (англ. ion track nanotechnology) — метод формирования в твёрдых веществах и материалах узких каналов (треков), путём облучения (бомбардировки) частицами или тяжёлыми ионами.

## Описание
Возникновение треков, содержащих разупорядоченную область диаметром 5-10 нм, в которой и вблизи которой могут происходить локальное плавление, аморфизация и разрушение материала, является следствием радиационного повреждения. Области, возникающие вдоль треков, поддаются селективному травлению с образованием мембраны с гладкой поверхностью и малодисперсной системой пор (см. трековая мембрана). Полые квазиодномерные трековые области можно заполнять различными металлами с помощью гальванического осаждения. Например, облучение полимерных плёнок ионами криптона (Kr+) с энергией 210 МэВ, последующие электрохимическое осаждение меди в образовавшиеся трековые каналы и растворение полимерной матрицы в щёлочи дают возможность получать индивидуальные нанопроволоки. Можно получать также металлические микрощётки (нанопроволочные структуры на массивной подложке), используемые как микроволновые фильтры. В этом случае на одну из поверхностей полимерной плёнки предварительно напыляют тонкий слой металла (медь, никель), после чего проводят облучение другой стороны полимерной плёнки, электрохимическое осаждение металла в образовавшиеся треки и растворение полимера. Высокая объёмная концентрация треков в твердом теле позволяет формировать на их основе наноструктуры с существенно большей плотностью элементов, чем достигнутая в современных интегральных микросхемах.